# Everlyn Sampi
 (juillet 2013).
Si vous disposez d'ouvrages ou d'articles de référence ou si vous connaissez des sites web de qualité traitant du thème abordé ici, merci de compléter l'article en donnant les références utiles à sa vérifiabilité et en les liant à la section « Notes et références ».
Everlyn Leemarie Sampi, née le 6 octobre 1988, à Derby, en Australie-Occidentale, est une actrice australienne appartenant au peuple aborigène bardi (en).
Elle a joué dans le film Le Chemin de la liberté (The Rabbit-Proof Fence) en 2002. Pour ce rôle, elle a remporté l'Inside Film Award de la meilleure actrice.

## Filmographie
Sauf indication contraire, les informations mentionnées dans cette section peuvent être confirmées par la base de données cinématographiques IMDb,  présente dans la section « Liens externes ».
- 2002 : Le Chemin de la liberté de Phillip Noyce - Molly
- 2007-2010 : The Circuit (en) (série télévisée), 4 épisodes : Leonie

## Distinctions
Sauf indication contraire, les informations mentionnées dans cette section peuvent être confirmées par la base de données cinématographiques IMDb,  présente dans la section « Liens externes ».
- Inside Film Awards 2002 : meilleure actrice pour Le Chemin de la liberté
- Film Critics Circle of Australia Awards 2002 : nomination comme meilleure actrice pour Le Chemin de la liberté